# Cefeida
Una cefeida o variable cefeida és una classe particular d'estrella variable, la lluminositat de les quals varia de forma periòdica. Les cefeides —anomenades així pel nom del prototip d'aquesta classe, l'estrella δ Cephei— presenten modulacions periòdiques de lluminositat extremadament regulars i, de les variables polsants, són les que presenten menors irregularitats a la durada del període de polsació. Actualment s'han observat més de 400 cefeides a la nostra galàxia, i unes altres 1.000 s'han identificat als Núvols de Magalhães, dues de les galàxies satèl·lits de la nostra. A més s'ha observat un nombre significatiu de cefeides a galàxies properes. Són especialment destacables perquè presenten una correlació entre el període de pulsació i la magnitud absoluta. Gràcies a aquesta correlació (descoberta per Henrietta Swan Leavitt el 1912), les cefeides poden ser usades com un far estàndard per determinar la distància als cúmuls globulars o les galàxies. Des que va poder ser calibrada la relació entre període i lluminositat usant les estrelles més properes, les distàncies calculades amb aquest mètode són potser les més precises de què disposem.

## Descripció
Una cefeida és usualment una estrella gegant groga, que polsa regularment per expansió i contracció en una oscil·lació regular de la lluminositat. Les modulacions de lluminositat que presenta una cefeida durant tot el cicle, solen estar compreses entre un mínim de la magnitud 0,35 i un màxim d'1,5, el qual correspon a un increment de quatre vegades el flux de l'estrella. Una de les característiques principals que permet de distingir les cefeides d'altres estrelles variables és que l'amplitud de la corba de llum varia segons la banda de l'espectre visual en la qual s'observa. Especialment, les modulacions apareixen més acusades en longituds d'ona inferiors, típicament en el blau i en l'ultraviolat més que en el vermell. Pel que fa als períodes de les cefeides, estan compresos entre 0,2 i 100 dies, encara que els valors estan distribuïts de diferent manera en la nostra galàxia que en els Núvols de Magalhães. En la majoria dels casos, les corbes de llum de les cefeides es caracteritzen per un perfil més aviat asimètric, amb un ràpid ascens cap a la lluminositat màxima i un descens més lent cap a la mínima.
La comparança entre les corbes de llum de diverses variables cefeides sembla haver demostrat l'existència d'una correlació sistemàtica entre l'amplitud de la corba de llum i el valor del període de pulsació. Per altra banda, les cefeides amb un període més llarg són també les que genèricament mostren variacions de magnitud més sensibles.

## Història

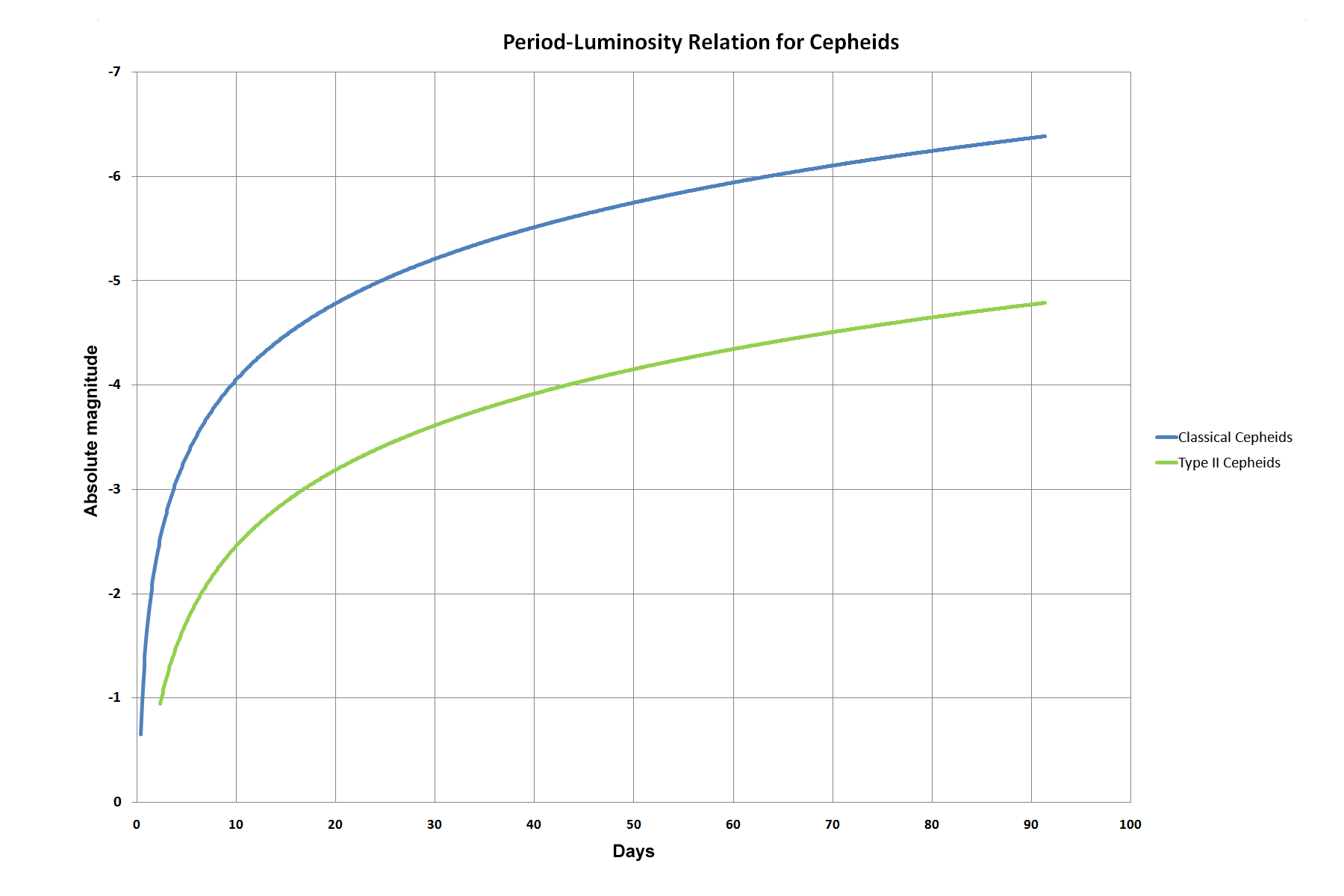
Les corbes de període-lluminositat de les clàssiques i Cefeides de tipus II

El 10 de setembre de 1784, Edward Pigott va detectar la variabilitat d'Eta Aquilae, la primera representant coneguda de la classe de variables cefeides clàssiques. L'estel epònim de les Cefeides clàssiques, Delta Cephei, va ser descoberta com a variable per John Goodricke uns mesos més tard. El nombre de variables similars va créixer fins a diverses dotzenes a la fi del segle xix, i es van denominar cefeides. La majoria de les Cefeides es coneixien per les formes distintives de la corba de llum amb el ràpid augment de brillantor i un gep, però algunes amb corbes de llum més simètriques es coneixien com Gemínides pel prototip ζ Geminorum.
El 1913, Ejnar Hertzsprung va intentar trobar distàncies a 13 Cefeides utilitzant el seu moviment a través del cel. (més tard caldria revisar els seus resultats.) El 1918, Harlow Shapley va utilitzar les Cefeides per establir les primeres restriccions sobre la mida i la forma de la Via Làctia i de la ubicació del Sol en ella. En 1924, Edwin Hubble va establir la distància a les variables Cefeides clàssiques en la Galàxia d'Andròmeda, fins llavors coneguda com la Nebulosa d'Andròmeda i va demostrar que aquestes variables no eren membres de la Via Làctia. La troballa de Hubble va concloure la qüestió plantejada al "Gran Debat" de si la Via Làctia representava tot l'Univers o era simplement una de les moltes galàxies de l'Univers.
En 1929, Hubble i Milton L. Humason van formular el que ara es coneix com a Llei de Hubble combinant les distàncies cefeides a diverses galàxies amb els mesuraments de Vesto Slipher de la velocitat a la qual aquestes galàxies s'allunyen de nosaltres. Van descobrir que l'Univers s'expandeix, confirmant les teories de Georges Lemaître.

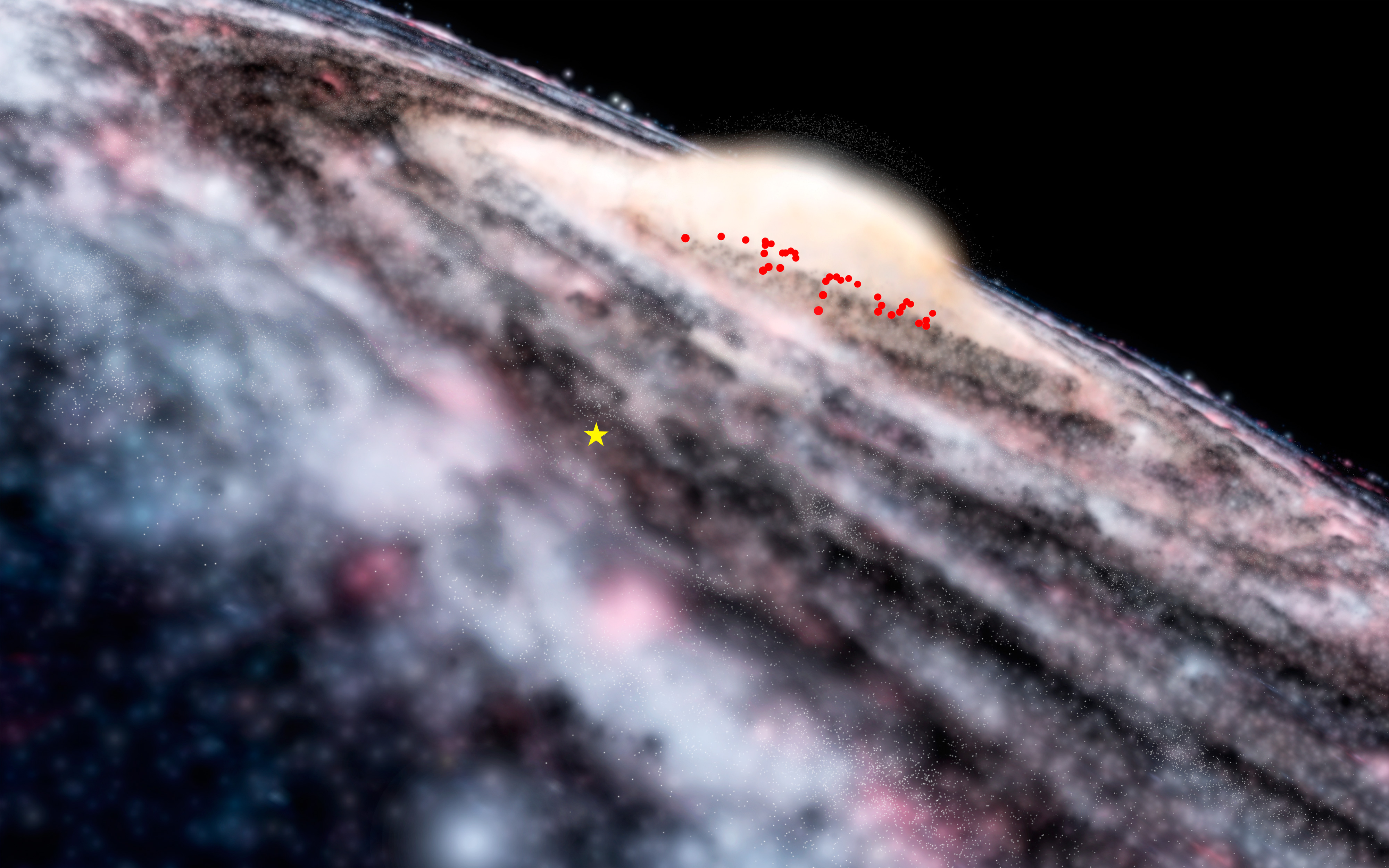
Il·lustració de les variables cefeides (punts vermells) al centre de la Via Làctia

A mitjans del segle xx, es van resoldre importants problemes amb l'escala de distàncies astronòmiques dividint les Cefeides en diferents classes amb propietats molt diferents. A la dècada de 1940, Walter Baade va reconèixer dues poblacions separades de Cefeides (clàssiques i de tipus II). Les Cefeides clàssiques són estrelles més joves i massives de la població I, mentre que les Cefeides de tipus II són estrelles més velles i febles de la població II. Les Cefeides clàssiques i les de tipus II segueixen relacions període-lluminositat diferents. La lluminositat de les cefeides de tipus II és, de mitjana, inferior a la de les cefeides clàssiques en aproximadament 1,5 magnituds (però segueix sent més brillant que la de les estrelles RR Lyrae). El descobriment seminal de Baade va conduir a una duplicació de la distància a M31 i de l'escala de distàncies extragalàctiques. Les estrelles RR Lyrae, llavors conegudes com a Variables de Cúmul, van ser reconegudes força aviat com una classe separada de variable, a causa en part als seus curts períodes.
Una relació entre el període i la lluminositat per a les Cefeides clàssiques va ser descoberta el 1908 per Henrietta Swan Leavitt en una investigació de milers d'estrelles variables en els Núvols de Magallanes. El va publicar el 1912 amb més proves. Es va descobrir que les variables cefeides mostraven una variació de velocitat radial amb el mateix període que la variació de lluminositat, i inicialment això es va interpretar com una prova que aquestes estrelles formaven part d'un sistema binari. No obstant això, el 1914, Harlow Shapley va demostrar que aquesta idea s'havia d'abandonar. Dos anys més tard, Shapley i altres havien descobert que les variables cefeides canviaven el seu tipus espectral en el transcurs d'un cicle.

## Mecanismes de pulsació
La lluminositat d'una estrella depèn de la temperatura superficial, i de les dimensions de la superfície emissora. Les 
variacions periòdiques de la temperatura poden produir les modulacions de lluminositat observades. En el cas de les cefeides, les variacions de temperatura poden tenir lloc a conseqüència d'una sèrie de contraccions i expansions radials de la mateixa estrella entorn d'un valor mitjà del radi. El període de pulsació d'una cefeida seria proporcional al valor mitjà del radi que, al seu torn, depèn intrínsecament de les característiques de la mateixa estrella. Segons aquest model, la contracció de l'estrella produeix un augment de temperatura en les regions centrals i, per tant, del nombre de reaccions nuclears, la qual cosa, al mateix temps, provoca un augment global de la lluminositat. Després, l'augment d'energia alliberada tendeix a detenir la contracció de l'estrella i a produir una dilatació de les capes més externes. Després de l'expansió, l'estrella es refreda, amb la consegüent disminució de la lluminositat. Arribada a certa temperatura mínima, l'expansió es deté i el radi de l'estrella s'ajusta al voltant d'una posició d'equilibri. Per tant, la lluminositat d'una variable cefeida és inversament proporcional a les seves dimensions, cosa que significa que és màxima quan el radi és mínim, i viceversa.

## Les cefeides com a indicadors de distància
Existeix una relació, anomenada llei del període i la lluminositat, que vincula directament la magnitud absoluta d'una estrella cefeida, calculada en el màxim de la seva corba, amb la duració del seu període de pulsació. L'augment de la lluminositat de les cefeides en funció del període, determinat a partir de la relació entre període i lluminositat, és compatible amb la teoria de la pulsació estel·lar, segons la qual la lluminositat depèn del radi i, alhora, aquest darrer és proporcional al període.
La conseqüència més important de la relació entre període i lluminositat és que proporciona un mètode raonablement segur per a avaluar la magnitud absoluta d'una cefeida. Una vegada coneguda aquesta magnitud, és possible conèixer-ne la distància calculant la relació amb la magnitud aparent observada (l'anomenat mòdul de distància).
Per aquest motiu, les cefeides tenen també l'important paper d'indicadors de distància (per això, a vegades, se les anomena els «fars estàndard» de l'Univers).
Com a tals, tenen una importància enorme en astronomia perquè permeten mesurar les distàncies extragalàctiques. Per exemple, la identificació d'una cefeida en una galàxia distant permet mesurar-ne el període de pulsació i la magnitud aparent, dades amb les quals podrem conèixer immediatament la distància de l'estel i, alhora, la de la galàxia que el conté.

## Classificació de les cefeides
Les cefeides poden dividir-se en dues subclasses. A la primera pertanyen les anomenades cefeides clàssiques, que són estrelles de població I, és a dir, estels molt jóvens, amb una edat de 100 milions d'anys aproximadament, localitzats amb preferència en els braços espirals de la nostra galàxia. Les cefeides clàssiques són supergegants, considerablement majors, amb una massa equivalent a moltes masses solars, i són de 500 a 30.000 vegades més brillants que el Sol, malgrat que la seva temperatura superficial és poc més elevada (T = 10.000 K).
La segona classe és la de les cefeides de tipus W Virginis, anomenades així pel nom de l'estrella prototip. Es tracta d'estrelles 
més velles i que, per tant, pertanyen a la població II. A diferència de les cefeides, es troben en el nucli i en l'halo de la nostra galàxia, especialment en l'interior dels cúmuls globulars. Les W Virginis tenen també períodes de pulsació més breus respecte a les cefeides clàssiques, generalment inferiors a 18 dies, i, intrínsecament, són menys lluminoses: aproximadament un parell de magnituds menys.

## Cefeides clàssiques més brillants
A la taula següent es recullen les cefeides clàssiques més brillants ordenades d'acord amb la seva magnitud aparent màxima.
| Nom           | Magnitud màxima | Magnitud mínima | Període (dies) | Tipus espectral |
| ------------- | --------------- | --------------- | -------------- | --------------- |
| β Doradus     | 3,46            | 4,08            | 9,8426         | F4-G4Ia-II      |
| η Aquilae     | 3,48            | 4,39            | 7,176641       | F6Ib-G4Ib       |
| δ Cephei      | 3,48            | 4,37            | 5,366341       | F5Ib-G1Ib       |
| ζ Geminorum   | 3,62            | 4,18            | 10,15073       | F7Ib-G3Ib       |
| X Sagittarii  | 4,2             | 4,9             | 7,01283        | F5-G2II         |
| W Sagittarii  | 4,29            | 5,14            | 7,59503        | F4-G2Ib         |
| RT Aurigae    | 5               | 5,82            | 3,728115       | F4Ib-G1Ib       |
| S Sagittae    | 5,24            | 6,04            | 8,382086       | F6Ib-G5Ib       |
| Y Sagittarii  | 5,25            | 6,24            | 5,77335        | F5-G0Ib-II      |
| T Vulpeculae  | 5,41            | 6,09            | 4,435462       | F5Ib-G0Ib       |
| T Monocerotis | 5,58            | 6,62            | 27,02465       | F7Iab-K1Iab+A0V |
| AX Circini    | 5,65            | 6,09            | 5,273268       | F2-G2II+B4      |
| U Carinae     | 5,72            | 7,02            | 38,7681        | F6-G7Iab        |
| X Cygni       | 5,85            | 6,91            | 16,38633       | F7Ib-G8Ib       |
| S Muscae      | 5,89            | 6,49            | 9,66007        | F6Ib-G0         |

Font: Cepheids of the δ-Cephei-type (Alcyone)